# Braunschweiger Turn- und Sportverein Eintracht von 1895 1965-1966
Questa voce raccoglie le informazioni riguardanti il Braunschweiger Turn- und Sportverein Eintracht von 1895 nelle competizioni ufficiali della stagione 1965-1966.

## Stagione
Nella stagione 1965-1966 l'Eintracht Braunschweig, allenato da Helmuth Johannsen, concluse il campionato di Bundesliga al 10º posto. In Coppa di Germania l'Eintracht Braunschweig fu eliminato al primo turno dal Bayern Monaco.

## Rosa
| N. |                     | Ruolo | Calciatore     |
| -- | ------------------- | ----- | -------------- |
|    | Germania (bandiera) | P     | Hans Jäcker    |
|    | Germania (bandiera) | P     | Horst Wolter   |
|    | Germania (bandiera) | D     | Joachim Bäse   |
|    | Germania (bandiera) | D     | Wolfgang Brase |
|    | Germania (bandiera) | D     | Günter Busse   |
|    | Germania (bandiera) | D     | Wolfgang Grzyb |
|    | Germania (bandiera) | D     | Peter Kaack    |
|    | Germania (bandiera) | D     | Wolfgang Matz  |
|    | Germania (bandiera) | D     | Klaus Meyer    |
|    | Germania (bandiera) | D     | Jürgen Moll    |

| N. |                     | Ruolo | Calciatore          |
| -- | ------------------- | ----- | ------------------- |
|    | Germania (bandiera) | D     | Walter Schmidt      |
|    | Germania (bandiera) | D     | Wolfgang Simon      |
|    | Germania (bandiera) | C     | Dieter Krafczyk     |
|    | Germania (bandiera) | C     | Werner Rinas        |
|    | Germania (bandiera) | A     | Hans-Georg Dulz     |
|    | Germania (bandiera) | A     | Klaus Gerwien       |
|    | Germania (bandiera) | A     | Wolf-Rüdiger Krause |
|    | Germania (bandiera) | A     | Erich Maas          |
|    | Germania (bandiera) | A     | Lothar Ulsaß        |
|    | Germania (bandiera) | A     | Lothar Weschke      |

## Organigramma societario
Area tecnica
- Allenatore: Helmuth Johannsen
- Allenatore in seconda: Heinz Patzig
- Preparatore dei portieri:
- Preparatori atletici:

## Calciomercato

### Sessione estiva
| Acquisti | Acquisti       | Acquisti         | Acquisti |
| R.       | Nome           | da               | Modalità |
| -------- | -------------- | ---------------- | -------- |
| D        | Wolfgang Matz  | Union Salzgitter |          |
| C        | Werner Rinas   | Saarbrücken      |          |
| D        | Wolfgang Simon | MTV Gifhorn      |          |

| Cessioni | Cessioni        | Cessioni   | Cessioni |
| R.       | Nome            | a          | Modalità |
| -------- | --------------- | ---------- | -------- |
| A        | Helmut Hosung   | Lubecca    |          |
| D        | Ernst Saalfrank | Wolfsburg  |          |
| A        | Fichte Schrader | Hildesheim |          |
| D        | Aykut Ünyazici  | Ankaragücü |          |
| A        | Manfred Wuttich | Wolfsburg  |          |

## Risultati

### Bundesliga

#### Girone di andata
| Arbitro: | Tschenscher |

|                                         |           |  |
| Ulsaß 37’ Dulz 61’ Gerwien 72’ Moll 75’ | Marcatori |  |

| Arbitro: | Handwerker |

|                       |           |          |
| Peltonen 21’ Dehn 67’ | Marcatori | 20’ Moll |

| Arbitro: | Treichel |

|                       |           |                                            |
| Ulsaß 63’ (rig.), 89’ | Marcatori | 24’ Ohlhauser 35’, 56’ Müller 76’ Drescher |

| Arbitro: | Baumgärtel |

|          |           |             |
| Wild 90’ | Marcatori | 11’ Gerwien |

| Arbitro: | Deuschel |

|                           |           |               |
| Bäse 55’ Ulsaß 83’ (rig.) | Marcatori | 90’ Mülhausen |

| Arbitro: | Siebert |

|                 |           |                  |
| Matz 71’ (aut.) | Marcatori | 69’ (rig.) Ulsaß |

| Arbitro: | Fritz |

|                  |           |             |
| Ulsaß 56’ (rig.) | Marcatori | 71’ Huttary |

| Arbitro: | Betz |

|                                     |           |          |
| Mielke 36’, 75’ Lotz 58’ Sabath 69’ | Marcatori | 71’ Maas |

| Arbitro: | Riegg |

|             |           |                 |
| Gerwien 15’ | Marcatori | 8’, 48’ Neumann |

| Arbitro: | Schreiner |

|                                          |           |  |
| Matischak 2’, 55’ Schütz 23’ Piontek 26’ | Marcatori |  |

| Arbitro: | Radermacher |

|                       |           |                      |
| Ulsaß 15’, 67’ (rig.) | Marcatori | 4’, 18’ Brunnenmeier |

| Arbitro: | Fritz |

|                                       |           |           |
| Höfer 2’ Huberts 25’ Lechner 67’, 81’ | Marcatori | 68’ Ulsaß |

| Arbitro: | Spinnler |

|                           |           |  |
| Ulsaß 8’, 76’ Gerwien 73’ | Marcatori |  |

| Arbitro: | Heumann |

|           |           |                        |
| Ulsaß 81’ | Marcatori | 57’ Wingert 82’ Simmet |

| Arbitro: | Baumgärtel |

|  |           |               |
|  | Marcatori | 16’, 36’ Maas |

| Arbitro: | Malka |

|                     |           |  |
| Maas 61’ Krause 63’ | Marcatori |  |

| Arbitro: | Handwerker |

|              |           |  |
| Heynckes 18’ | Marcatori |  |

#### Girone di ritorno
| Arbitro: | Regely |

|              |           |          |
| Emmerich 50’ | Marcatori | 32’ Dulz |

| Arbitro: | Seekamp |

|              |           |                                                            |
| Krafczyk 37’ | Marcatori | 23’ Dörfel 30’ Giesemann 66’ (rig.) Pohlschmidt 83’ Strauß |

| Arbitro: | Malka |

|                         |           |                       |
| Drescher 26’ Müller 48’ | Marcatori | 36’ Maas 78’ Krafczyk |

| Arbitro: | Fritz |

|                                  |           |  |
| Krafczyk 8’ Maas 64’ Gerwien 88’ | Marcatori |  |

| Arbitro: | Siepe |

|                  |           |              |
| Siemensmeyer 31’ | Marcatori | 59’ Krafczyk |

| Arbitro: | Radermacher |

|           |           |              |
| Ulsaß 54’ | Marcatori | 1’ Reitgassl |

| Arbitro: | Baumgärtel |

|  |           |          |
|  | Marcatori | 31’ Maas |

| Arbitro: | Regely |

|              |           |  |
| Krafczyk 82’ | Marcatori |  |

| Arbitro: | Jacobi |

|                            |           |  |
| Thielen 13’, 28’ Sturm 20’ | Marcatori |  |

| Arbitro: | Thier |

|           |           |  |
| Ulsaß 15’ | Marcatori |  |

| Arbitro: | Malka |

|             |           |          |
| Grosser 16’ | Marcatori | 47’ Maas |

| Arbitro: | Hennig |

|                          |           |                           |
| Krafczyk 28’ Gerwien 58’ | Marcatori | 45’ Friedrich 87’ Huberts |

| Arbitro: | Deuschel |

|            |           |          |
| Neuser 63’ | Marcatori | 79’ Maas |

| Arbitro: | Weyland |

|                  |           |  |
| Kuntz 24’ (rig.) | Marcatori |  |

| Arbitro: | Wengenmayer |

|                                |           |               |
| Moll 27’ Krafczyk 85’ Maas 88’ | Marcatori | 56’ Konieczka |

| Arbitro: | Baumgärtel |

|          |           |                                    |
| Wild 88’ | Marcatori | 9’, 75’ Ulsaß 62’ Maas 65’ Schmidt |

| Arbitro: | Eisemann |

|           |           |                  |
| Ulsaß 65’ | Marcatori | 11’ (aut.) Brase |

### Coppa di Germania
| Arbitro: | Hilker |

|               |           |  |
| Ohlhauser 32’ | Marcatori |  |

## Statistiche

### Statistiche di squadra
| Competizione      | Punti | In casa | In casa | In casa | In casa | In casa | In casa | In trasferta | In trasferta | In trasferta | In trasferta | In trasferta | In trasferta | Totale | Totale | Totale | Totale | Totale | Totale | DR |
| Competizione      | Punti | G       | V       | N       | P       | Gf      | Gs      | G            | V            | N            | P            | Gf           | Gs           | G      | V      | N      | P      | Gf     | Gs     | DR |
| ----------------- | ----- | ------- | ------- | ------- | ------- | ------- | ------- | ------------ | ------------ | ------------ | ------------ | ------------ | ------------ | ------ | ------ | ------ | ------ | ------ | ------ | -- |
| Bundesliga        | 34    | 17      | 8       | 5       | 4       | 31      | 21      | 17           | 3            | 7            | 7            | 18           | 28           | 34     | 11     | 12     | 11     | 49     | 49     | 0  |
| Coppa di Germania | -     | 0       | 0       | 0       | 0       | 0       | 0       | 1            | 0            | 0            | 1            | 0            | 1            | 1      | 0      | 0      | 1      | 0      | 1      | -1 |
| Totale            | 34    | 17      | 8       | 5       | 4       | 31      | 21      | 18           | 3            | 7            | 8            | 18           | 29           | 35     | 11     | 12     | 12     | 49     | 50     | -1 |

### Andamento in campionato
| Giornata  | 1 | 2 | 3  | 4  | 5 | 6 | 7  | 8  | 9  | 10 | 11 | 12 | 13 | 14 | 15 | 16 | 17 | 18 | 19 | 20 | 21 | 22 | 23 | 24 | 25 | 26 | 27 | 28 | 29 | 30 | 31 | 32 | 33 | 34 |
| --------- | - | - | -- | -- | - | - | -- | -- | -- | -- | -- | -- | -- | -- | -- | -- | -- | -- | -- | -- | -- | -- | -- | -- | -- | -- | -- | -- | -- | -- | -- | -- | -- | -- |
| Luogo     | C | T | C  | T  | C | T | C  | T  | C  | T  | C  | T  | C  | C  | T  | C  | T  | T  | C  | T  | C  | T  | C  | T  | C  | T  | C  | T  | C  | T  | T  | C  | T  | C  |
| Risultato | V | P | P  | N  | V | N | N  | P  | P  | P  | N  | P  | V  | P  | V  | V  | P  | N  | P  | N  | V  | N  | N  | V  | V  | P  | V  | N  | N  | N  | P  | V  | V  | N  |
| Posizione | 1 | 6 | 11 | 12 | 9 | 8 | 11 | 12 | 14 | 14 | 14 | 14 | 14 | 14 | 13 | 12 | 13 | 13 | 13 | 13 | 13 | 13 | 12 | 12 | 11 | 12 | 11 | 10 | 10 | 10 | 10 | 10 | 10 | 10 |

Legenda:

Luogo: C = Casa; T = Trasferta. Risultato: V = Vittoria; N = Pareggio; P = Sconfitta.

### Statistiche dei giocatori
| Giocatore   | Bundesliga | Bundesliga | Bundesliga  | Bundesliga | Coppa di Germania | Coppa di Germania | Coppa di Germania | Coppa di Germania | Totale   | Totale | Totale      | Totale     |
| Giocatore   | Presenze   | Reti       | Ammonizioni | Espulsioni | Presenze          | Reti              | Ammonizioni       | Espulsioni        | Presenze | Reti   | Ammonizioni | Espulsioni |
| ----------- | ---------- | ---------- | ----------- | ---------- | ----------------- | ----------------- | ----------------- | ----------------- | -------- | ------ | ----------- | ---------- |
| W. Brase    | 34         | 0          | 0           | 0          | 1                 | 0                 | 0                 | 0                 | 35       | 0      | 0           | 0          |
| G. Busse    | 0          | 0          | 0           | 0          | 0                 | 0                 | 0                 | 0                 | 0        | 0      | 0           | 0          |
| J. Bäse     | 20         | 1          | 0           | 0          | 0                 | 0                 | 0                 | 0                 | 20       | 1      | 0           | 0          |
| H. Dulz     | 24         | 2          | 0           | 0          | 1                 | 0                 | 0                 | 0                 | 25       | 2      | 0           | 0          |
| K. Gerwien  | 33         | 6          | 0           | 0          | 0                 | 0                 | 0                 | 0                 | 33       | 6      | 0           | 0          |
| W. Grzyb    | 0          | 0          | 0           | 0          | 0                 | 0                 | 0                 | 0                 | 0        | 0      | 0           | 0          |
| H. Jäcker   | 4          | 0          | 0           | 0          | 0                 | 0                 | 0                 | 0                 | 4        | 0      | 0           | 0          |
| P. Kaack    | 34         | 0          | 0           | 0          | 1                 | 0                 | 0                 | 0                 | 35       | 0      | 0           | 0          |
| D. Krafczyk | 19         | 7          | 0           | 0          | 1                 | 0                 | 0                 | 0                 | 20       | 7      | 0           | 0          |
| W. Krause   | 3          | 1          | 0           | 0          | 0                 | 0                 | 0                 | 0                 | 3        | 1      | 0           | 0          |
| E. Maas     | 32         | 11         | 0           | 0          | 0                 | 0                 | 0                 | 0                 | 32       | 11     | 0           | 0          |
| W. Matz     | 11         | 0          | 0           | 0          | 1                 | 0                 | 0                 | 0                 | 12       | 0      | 0           | 0          |
| K. Meyer    | 25         | 0          | 0           | 0          | 1                 | 0                 | 0                 | 0                 | 26       | 0      | 0           | 0          |
| J. Moll     | 22         | 3          | 0           | 0          | 1                 | 0                 | 0                 | 0                 | 23       | 3      | 0           | 0          |
| W. Rinas    | 13         | 0          | 0           | 0          | 1                 | 0                 | 0                 | 0                 | 14       | 0      | 0           | 0          |
| W. Schmidt  | 34         | 1          | 0           | 0          | 0                 | 0                 | 0                 | 0                 | 34       | 1      | 0           | 0          |
| W. Simon    | 3          | 0          | 0           | 0          | 1                 | 0                 | 0                 | 0                 | 4        | 0      | 0           | 0          |
| L. Ulsaß    | 31         | 17         | 0           | 0          | 1                 | 0                 | 0                 | 0                 | 32       | 17     | 0           | 0          |
| L. Weschke  | 2          | 0          | 0           | 0          | 0                 | 0                 | 0                 | 0                 | 2        | 0      | 0           | 0          |
| H. Wolter   | 30         | 0          | 0           | 0          | 1                 | 0                 | 0                 | 0                 | 31       | 0      | 0           | 0          |